# Bye Bye Bye
«Bye Bye Bye» (укр. Па-па / До побачення) — пісня американського гурту NSYNC з їхнього третього студійного альбому «No Strings Attached», яка була випущена 17 січня 2000 року як головний сингл. Пісню написали та спродюсували Крістіан Лундін і Джейк Шульце, а також Андреас Карлссон. Текст пісні описує кінець романтичних стосунків, але також є думка, що йдеться про розлучення гурту зі своїм менеджером Лу Перлманом і звукозаписним лейблом RCA Records.
«Bye Bye Bye» мала комерційний успіх, посівши четверте місце в американському хіт-параді Billboard Hot 100 і потрапивши в «найкращі 10» майже в кожній країні, де вона була представлена. Пісня була номінована на «Ґреммі» у 2001 році в категорії «Запис року», але програла «Beautiful Day» рок-гурту U2.
Пісня отримала нову хвилю популярності після виходу фільму «Дедпул і Росомаха» у 2024 році, де вона грала на початку кінострічки.

## У культурі
Пісня «Bye Bye Bye» лунала в декількох відомих фільмах, а саме в:
- «Люди Ікс 2» (2003)
- «Червона ракета» (2021)[4][5]
- «Дедпул і Росомаха» (2024)[6]

Окрім цього, композиція також була в епізоді «Опівнічний потяг до Ройстона» (2021) спортивного телесеріалу «Тед Лассо».